# Die Männer vom K3
Die Männer vom K3 war eine von 1988 bis 2003 ausgestrahlte deutsche Krimiserie um vier Hamburger Kommissare in einer Mordkommission, die vom Studio Hamburg für Das Erste in 90-minütiger Spielfilmlänge produziert wurde. Die Serie bildet die Fortsetzung der Krimireihe Sonderdezernat K1, die ebenfalls von Harald Vock geschrieben und produziert wurde.
Die vier Männer des nunmehrigen Sonderdezernats K3 klären gekonnt Kapitalverbrechen auf, wobei Schöller das K3 leitet; ihm gleichgestellt ist Feldmann. Beyer und Kirchhoff haben einen niedrigeren Dienstgrad und sind auch jünger. Harald Vock, der maßgeblich für das Gelingen der Serie verantwortlich war und bis zu seinem Tod auch 25 Episoden selbst schrieb (und eine auch inszenierte), setzte mit Studio Hamburg auf erstklassige Darsteller und Regisseure. Als Regisseure wurden Dietrich Haugk und Gero Erhardt für jeweils fünf Episoden verpflichtet.
Nachdem Hauptdarsteller Hartmut Reck im Jahre 2001 an einem Herzanfall gestorben war, wurde die Serie beendet. Die noch ausstehenden Folgen Freier Fall und Blutrache wurden im April 2002 und April 2003 gesendet. Die sich anschließende Produktion K3 – Kripo Hamburg kann als Nachfolger gelten.
1994 erhielt die Folge Made in Hongkong die Saure Gurke des Medienfrauentreffens.
Die Bürokulisse ist dieselbe wie die in den Tatort-Episoden mit den Kommissaren Stoever und Brockmöller.

## DVD-Veröffentlichungen
Die Staffeln wurden mit je 4 DVD-Box-Sets von Studio Hamburg Enterprises produziert.
| Staffel | Episoden | Erscheinungstermin |
| ------- | -------- | ------------------ |
| 1       | 01–08    | 28. Apr. 2017      |
| 2       | 09–15    | 17. Nov. 2018      |
| 3.1     | 16–23    | 10. Mai 2019       |
| 3.2     | 24–31    | 9. Aug. 2019       |
| 3.3     | 32–38    | 11. Okt. 2019      |